# 兴山华溪蟹
兴山华溪蟹（学名：Sinopotamon xingshanense）为溪蟹科华溪蟹属的动物。在中国大陆，分布于湖北等地，多见于山区溪流石块下。其生存的海拔范围为500至1400米。